# Mycale izuensis
Mycale izuensis är en svampdjursart som beskrevs av Tanita och Kazuo Hoshino 1989. Mycale izuensis ingår i släktet Mycale och familjen Mycalidae.
Artens utbredningsområde är havet kring Japan. Inga underarter finns listade i Catalogue of Life.